# Lista de governadores do Tennessee
A seguir segue a lista dos governadores do Tennessee:
| Nome                  | Período de governo                               | Partido               | Vida        |
| --------------------- | ------------------------------------------------ | --------------------- | ----------- |
| John Sevier           | 1796 — 1801                                      | Democrata-Republicano | 1745 — 1815 |
| Archibald Roane       | 1801 — 1803                                      | Democrata-Republicano | 1760 — 1819 |
| John Sevier           | 1803 — 1809                                      | Democrata-Republicano | 1745 — 1815 |
| Willie Blount         | 1809 — 1815                                      | Democrata-Republicano | 1768 — 1835 |
| Joseph McMinn         | 1815 — 1821                                      | Democrata-Republicano | 1758 — 1824 |
| William Carroll       | 1821 — 1827                                      | Democrata-Republicano | 1788 — 1844 |
| Sam Houston           | 1827 — 1829                                      | Democrata-Republicano | 1793 — 1863 |
| William Hall          | 1829                                             | Democrata             | 1775 — 1856 |
| William Carroll       | 1829 — 1835                                      | Democrata             | 1788 — 1844 |
| Newton Cannon         | 1835 — 1839                                      | Whig                  | 1781 — 1841 |
| James K. Polk         | 1839 — 1841                                      | Democrata             | 1795 — 1849 |
| James C. Jones        | 1841 — 1845                                      | Whig                  | 1809 — 1859 |
| Aaron V. Brown        | 1845 — 1847                                      | Democrata             | 1795 — 1859 |
| Neill S. Brown        | 1847 — 1849                                      | Whig                  | 1810 — 1886 |
| William Trousdale     | 1849 — 1851                                      | Democrata             | 1790 — 1872 |
| William B. Campbell   | 1851 — 1853                                      | Whig                  | 1807 — 1867 |
| Andrew Johnson        | 1853 — 1857                                      | Democrata             | 1808 — 1875 |
| Isham G. Harris       | 1857 — 1862                                      | Democrata             | 1818 — 1897 |
| Andrew Johnson        | 1862 — 1865                                      | Democrata/Militar     | 1808 — 1875 |
| E. H. East1           | 1865                                             | Republicano           | 1830 — 1904 |
| William G. Brownlow   | 1865 — 1869                                      | Whig                  | 1805 — 1877 |
| Dewitt Clinton Senter | 1869 — 1871                                      | Democrata             | 1830 — 1898 |
| John C. Brown         | 1871 — 1875                                      | Democrata             | 1827 — 1889 |
| James D. Porter       | 1875 — 1879                                      | Democrata             | 1828 — 1912 |
| Albert S. Marks       | 1879 — 1881                                      | Democrata             | 1836 — 1891 |
| Alvin Hawkins         | 1881 — 1883                                      | Republicano           | 1821 — 1905 |
| William B. Bate       | 1883 — 1887                                      | Democrata             | 1826 — 1905 |
| Robert Love Taylor    | 1887 — 1891                                      | Democrata             | 1850 — 1912 |
| John P. Buchanan      | 1891 — 1893                                      | Farm-Labor            | 1847 — 1930 |
| Peter Turney          | 1893 — 1897                                      | Democrata             | 1827 — 1903 |
| Robert Love Taylor    | 1897 — 1899                                      | Democrata             | 1850 — 1912 |
| Benton McMillin       | 16 de janeiro de 1899 — 19 de janeiro de 1903    | Democrata             | 1845 — 1933 |
| James B. Frazier      | 19 de janeiro de 1903 — 21 de março de 1905      | Democrata             | 1856 — 1937 |
| John I. Cox           | 21 de março de 1905 — 17 de janeiro de 1907      | Democrata             | 1855 — 1946 |
| Malcolm R. Patterson  | 17 de janeiro de 1907 — 26 de janeiro de 1911    | Democrata             | 1861 — 1935 |
| Ben W. Hooper         | 26 de janeiro de 1911 — 17 de janeiro de 1915    | Republicano           | 1870 — 1957 |
| Tom C. Rye            | 17 de janeiro de 1915 — 15 de janeiro de 1919    | Democrata             | 1863 — 1953 |
| A. H. Roberts         | 15 de janeiro de 1919 — 15 de janeiro de 1921    | Democrata             | 1868 — 1946 |
| Alfred A. Taylor      | 15 de janeiro de 1921 — 16 de janeiro de 1923    | Republicano           | 1848 — 1931 |
| Austin Peay           | 16 de janeiro de 1923 — 3 de outubro de 1927     | Democrata             | 1876 — 1927 |
| Henry Hollis Horton   | 3 de outubro de 1927 — 17 de janeiro de 1933     | Democrata             | 1866 — 1934 |
| Harry Hill McAlister  | 17 de janeiro de 1933 — 15 de janeiro de 1937    | Democrata             | 1875 — 1959 |
| Gordon Browning       | 15 de janeiro de 1937 — 16 de janeiro de 1939    | Democrata             | 1889 — 1976 |
| Prentice Cooper       | 16 de janeiro de 1939 — 16 de janeiro de 1945    | Democrata             | 1895 — 1969 |
| Jim Nance McCord      | 16 de janeiro de 1945 — 16 de janeiro de 1949    | Democrata             | 1879 — 1968 |
| Gordon Browning       | 16 de janeiro de 1949 — 15 de janeiro de 1953    | Democrata             | 1889 — 1976 |
| Frank G. Clement      | 15 de janeiro de 1953 — 19 de janeiro de 1959    | Democrata             | 1920 — 1969 |
| Buford Ellington      | 19 de janeiro de 1959 — 15 de janeiro de 1963    | Democrata             | 1907 — 1972 |
| Frank G. Clement      | 15 de janeiro de 1963 — 16 de janeiro de 1967    | Democrata             | 1920 — 1969 |
| Buford Ellington      | 16 de janeiro de 1967 — 16 de janeiro de 1971    | Democrata             | 1907 — 1972 |
| Winfield Dunn         | 16 de janeiro de 1971 — 18 de janeiro de 1975    | Republicano           | 1927        |
| Ray Blanton           | 18 de janeiro de 1975 — 17 de janeiro de 1979    | Democrata             | 1930 — 1996 |
| Lamar Alexander       | 17 de janeiro de 1979 — 17 de janeiro de 1987    | Republicano           | 1940        |
| Ned McWherter         | 17 de janeiro de 1987 — 21 de janeiro de 1995    | Democrata             | 1930        |
| Donald K. Sundquist   | 21 de de janeiro de 1995 — 18 de janeiro de 2003 | Republicano           | 1936        |
| Phil Bredesen         | 18 de janeiro de 2003 — 15 de janeiro de 2011    | Democrata             | 1943        |
| Bill Haslam           | 15 de Janeiro de 2011 — 19 de janeiro de 2019    | Republicano           | 1958        |
| Bill Lee              | 19 de janeiro de 2019 — presente                 | Republicano           | 1959        |